# Carex tokarensis
Carex tokarensis är en halvgräsart som beskrevs av Tetsuo Michael Koyama. Carex tokarensis ingår i släktet starrar, och familjen halvgräs.
Artens utbredningsområde är Nansei-shoto. Inga underarter finns listade i Catalogue of Life.